# Hu Hanmin
Hu Hamin (chinês tradicional: 胡漢民, chinês simplificado: 胡汉民, pinyin: Hú  Hànmín; 9 de Dezembro de 1879 – 12 de Maio de 1936) foi um filósofo, político e revolucionário tridemista chinês que participou do ínicio da Revolução Chinesa, contribuindo para a ideologia de Sun Yat-sen. Em um período mais tardio de sua vida, Hu se virou a ala mais conservadora do facções do partido nacionalista da China, provisoriamente sucedendo Sun após sua morte em 1925, no entanto, ele perdeu este posto dentro do partido e não concordava com as posições de Chiang Kai-shek, que assumiu sua posição de forma fixa.

## Biografia
Hu seria um descendente Hacá, vindo da província de Jiangxi, sendo um suposto um descendente de Hồ Hán Thương, um monarca da Dinastia Ho do Vietnã.
A partir de 1902 ele foi estudar no Japão, onde teve contato com a organização Tongmenghui de Sun Yat-sen e em 1905 se tornou editor do jornal Min Bao. De 1907 a 1910 ele participou e cooperou com as revoluções que Sun promoveu, mesmo com a maior parte deles tendo um desfecho abaixo das expectativas. Com a Revolução Xinhai em 1911 ele participou do governo provisório de Sun, se tornando governador de Cantão e Secretário do governo provisório de Sun, estando presente na Proclamação da República da China. Após a Terceira Revolução, Hu se tornou o ministro do transporte e conselheiro do governo revolucionário da Junta de Proteção Constitucional entre 1917 e 1922.
Hu visitou posteriormente a Turquia de Mustafa Kemal Atatürk, onde se inspirou e passou a crescer expectativas de que o recém criado governo de Chiang Kai-Shek pudesse prosseguir com o pensamento tridemista com uma menor intervenção militarista na política nacional.
Hu foi eleito para o Comitê Central do Kuomintang em Janeiro de 1924 durante o 1.º Congresso Nacional do Kuomintang e em Setembro passou a atuar como vice generalíssimo. Sun faleceu em Março de 1925 com Hu se mantendo como a principal figura do Partido Nacionalista da China, competindo diretamente com Wang Jingwei e Liao Zhongkai, entretanto, Liao foi assassinado em Agosto daquele mesmo ano e Hu foi considerado um suspeito, sendo posteriormente preso. Após a Divisão Nanjing-Wuhan em 1927, Hu se posicionou de direita e apoiou Governo Nacional de Nanquim de Kai-Shek, virando posteriormente o chefe do recém criado Yuan Legislativo; Entretando seu apoio a Kai-shek diminui durante a Década de Nanquim e a resposta dele a agressão japonesa de primeiro derrotar os comunistas e depois o Japão.